# Stemmatosteres bohemicus
Stemmatosteres bohemicus är en stekelart som beskrevs av Hoffer 1954. Stemmatosteres bohemicus ingår i släktet Stemmatosteres och familjen sköldlussteklar.
Artens utbredningsområde är:
- Tjeckien.
- Slovakien.
- Finland.
- Ungern.

Inga underarter finns listade i Catalogue of Life.